# Кубок GS Caltex
Кубок GS Caltex (ранее известный как Кубок LG Refined Oil) — один из основных корейских титулов го. С 1996 этот турнир пришёл на смену титулу Киван и до 2005 года проводился под эгидой LG и носил название этой организации. В 2005 году LG разделилась на две организации — LG and GS; за проведение кубка стала отвечать последняя. Спонсорами титула являются организация GS Caltex Corporation и издание Mae-il Kyeong-che Sin-mun (Daily Economic News). Призовой фонд турнира составляет 50 000 000 вон (около 50 000 долларов; самый большой призовой фонд в южнокорейских турнирах). В соревнованиях участвуют 16 спортсменов, играющих по системе плей-офф; финальный матч состоит из пяти партий. Контроль времени составляет по 4 часа основного времени каждому игроку с пятью бёёми длительностью в 1 минуту.

## Обладатели кубка
| Год  | Победитель    | Финалист       |
| ---- | ------------- | -------------- |
| 1996 | Ю Чханхёк     | Чо Хунхён      |
| 1997 | Ли Чхан Хо    | Чхве Мёнхун    |
| 1998 | Ли Чхан Хо    | Чхве Мёнхун    |
| 1999 | Со Бонсу      | Ю Чханхёк      |
| 2000 | Чхве Мёнхун   | Жуй Найвэй     |
| 2001 | Ли Чхан Хо    | Чхве Мёнхун    |
| 2002 | Ли Седол      | Чхве Мёнхун    |
| 2003 | Ли Чхан Хо    | Чо Хансын      |
| 2004 | Ли Чхан Хо    | Пак Ён Хун     |
| 2005 | Ли Чхан Хо    | Чхве Чхоль Хан |
| 2006 | Ли Седол      | Чхве Чхоль Хан |
| 2007 | Ли Седол      | Пак Ён Хун     |
| 2008 | Пак Ён Хун    | Вон Сонджин    |
| 2009 | Чо Хансын     | Пак Ён Хун     |
| 2010 | Вон Сонджун   | Чо Хансын      |
| 2011 | Пак Чжон Хван | Пак Ён Хун     |
| 2012 | Ли Седол      | Пак Ён Хун     |
| 2013 | Ким Чжисок    | Ли Седол       |